# Kolomna
Kolomna (ruski: Коло́мна) je starinski ruski grad, utemeljen 1177. godine. Nalazi se na obalama rijeka Moskve i Oke.
Broj stanovnika: 150.129 (2002.)
Upravno je središte Moskovske oblasti. Kolomna je na Rjazanjskoj linij Moskovske pruge, 116 km od Moskve.
Kao i mnogi stari ruski gradovi, Kolomna ima vlastiti kremlj (ruski: кремль), što je zapravo središnja utvrda/citadela, slična onoj slavnijoj u Moskvi. Kolomnjanski kremlj je također izgrađen od crvene opeke. Bio je dio Velike obrambene crte.
Nekoliko toranja i dva dijela zidova su sačuvani i drži ih se u dobrom stanju. U njima je smješten muzej.

### Druge znamenitosti
- Bobrenevski klauštar
- Staro-Golutvinski klauštar
- Novo-Golutvinski klauštar
- posad s nekoliko lijepih crkava u njemu
- crkva Svetog Ivana Krstitelja - jedna od samo tri sačuvane građevine iz 14. stoljeća u Moskovskoj regiji.[1]

## Vanjske poveznice
- Kolomnjanska stranica  Arhivirana inačica izvorne stranice od 25. listopada 2005. (Wayback Machine)